# Boeing KC-135 Stratotanker
El Boeing KC-135 Stratotanker es un avión cisterna, que se fabricó por primera vez en 1956 y que se prevé que se mantenga en servicio hasta la década de 2040. Es una aeronave derivada de la prueba de concepto Boeing 367-80 (comúnmente llamado Dash-80). Por ello tiene un fuselaje más estrecho y corto que el Boeing 707.
Desarrollado a finales de la década de 1950, está caracterizado por alas y cola estrechas, cuatro motores montados bajo las alas, un estabilizador horizontal montado en el fuselaje junto al estabilizador vertical. El diseño básico hace que se parezca al Boeing 707 y al 720, aunque sea un avión diferente.
El Mando Estratégico estadounidense mantuvo al KC-135 en servicio desde 1957 hasta 1991 y la Guardia Aérea entre 1975 y 1991, cuando los aviones fueron reasignados. Las variantes de mando y reconocimiento, incluidos los EC-135, fueron usados entre 1963 y 1991, cuando fueron reasignados al Mando de Combate.

## Desarrollo
A finales de los años 40 y en los primeros años de la década de los años 50, los aviones cisterna de la USAF eran Boeing KC-97 Stratotanker, herederos del bombardero Boeing B-29. La llegada de los aviones con motores a reacción obligó a buscar un avión cisterna con mayor velocidad.
El 367-80 fue la base del avión comercial de pasajeros Boeing 707, así como del KC-135A Stratotanker. En la lucha por conseguir el contrato, Boeing se enfrentó a la Douglas Company, que basaba su propuesta en su modelo DC-8, mayor que el Boeing 367-80 y el prototipo de KC-135. El resultado fue que Boeing tuvo que aumentar las dimensiones del KC-135 respecto a la versión comercial.
En 1954, el Mando Aéreo Estratégico estadounidense encargó los primeros 29 aparatos de su futura flota de 732 unidades. El primer avión voló en agosto de 1956 y la producción inicial de aeronaves se entregó en junio de 1957. El último KC-135 fue entregado en 1965.
El KC-135 Stratotanker transformó la guerra aérea en el Sudeste Asiático. El reabastecimiento en vuelo permitió que los bombarderos no estuviesen limitados por el combustible, pudiendo permanecer más tiempo en las áreas del objetivo.

### Modificaciones

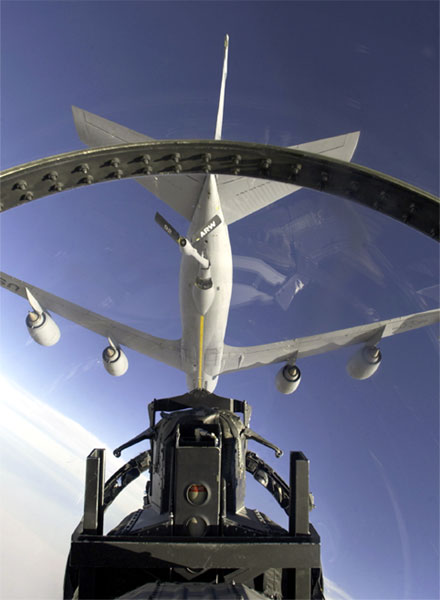
Un F-15 se aproxima a un KC-135 para reabastecerse.

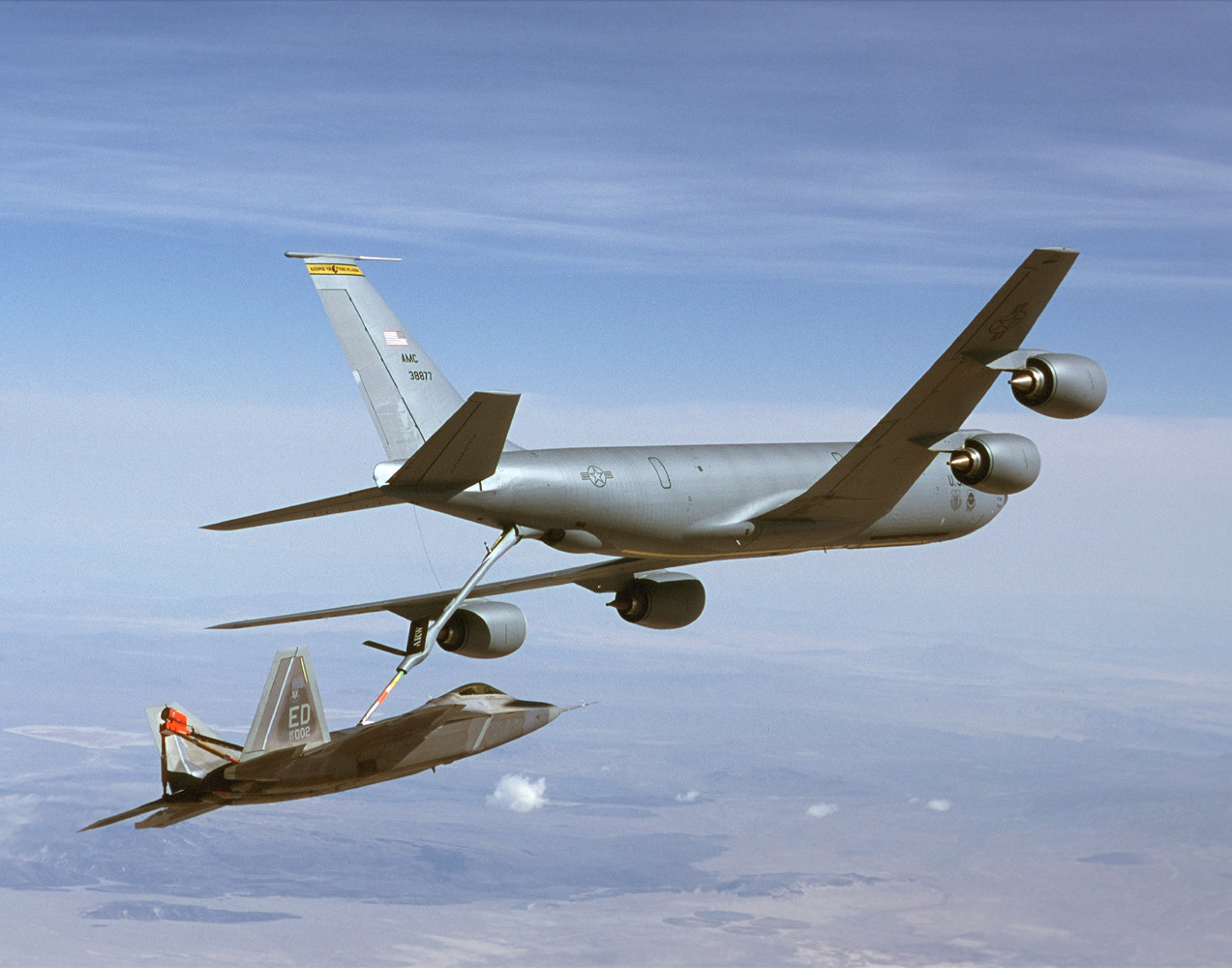
Un KC-135R reabasteciendo a un F-22A Raptor.

De los KC-135A, más de 420 han sido modificados con los nuevos motores CFM56. El avión cisterna rediseñado, ya sea el KC-135R o el KC-135T, puede cargar un 50% más de combustible, es un 25% más eficiente, tiene un coste de operación un 25% menor y es un 96% más silencioso que el KC-135A.
En una de las primeras modificaciones, 157 aviones fueron actualizados con la incorporación de motores Pratt & Whitney TF-33-PW-102 de aviones 707 retirados. El rediseñado KC-135E es un 14% más eficiente que el KC-135A y puede transportar un 20% más de combustible.
El KC-135Q era la versión modificada para transportar el combustible JP-7 del SR-71 Blackbird.
El KC-135T era un avión cisterna utilizado para entrenamiento de pilotos.
A través de los años, el KC-135 ha sido modificado para realizar otras misiones. El EC-135C fue un transporte de mando. Un EC-135C (Looking Glass) estaba permanentemente en vuelo durante la Guerra Fría, listo para controlar bombarderos y misiles si el control de tierra era destruido. Los RC-135 son utilizados para el reconocimiento especial. El Mando Aéreo de Combate opera el OC-135 Open Skies como plataforma de observación.
En los próximos años, la aeronave va a ser actualizada para aumentar sus capacidades y mejorar su fiabilidad. Entre estas actualizaciones se incluyen mejoras de comunicaciones, de equipamiento, de navegación y supervivencia, para satisfacer las necesidades de control de tráfico civil. El programa para crear un sistema de reabastecimiento múltiple añadirá puntos de reabastecimiento en las alas, permitiendo el reabastecimiento simultáneo de varios aviones.
Cuatro motores, montados bajo las alas aflechadas en un ángulo de 35 grados, permitirán al KC-135 elevarse con un peso de 146 430 kg. El KC-135 podrá bombear casi todo su combustible interno para reabastecer a las aeronaves 'clientes'. Un operador situado en la parte posterior del avión controla la bomba tumbado boca abajo. Una cubierta de carga sobre el sistema de reabastecimiento permite una carga mixta de pasajeros y carga. Según la configuración de combustible, el KC-135 puede transportar hasta 37 600 kg de carga.
El volumen de transferencia puede ser de aproximadamente 3700 litros por minuto.
El EC-135 debe ser reemplazado por el Boeing KC-46, basado en la plataforma Boeing 767.

### Componentes
Leyenda:  Reino Unido

#### Propulsión
| Sistema               | País                    | Fabricante             | Notas                        |
| --------------------- | ----------------------- | ---------------------- | ---------------------------- |
| Pod cisterna (opción) | Bandera del Reino Unido | Flight Refuelling Ltd. | 2 × Flight Refuelling MK-32B |

## Variantes

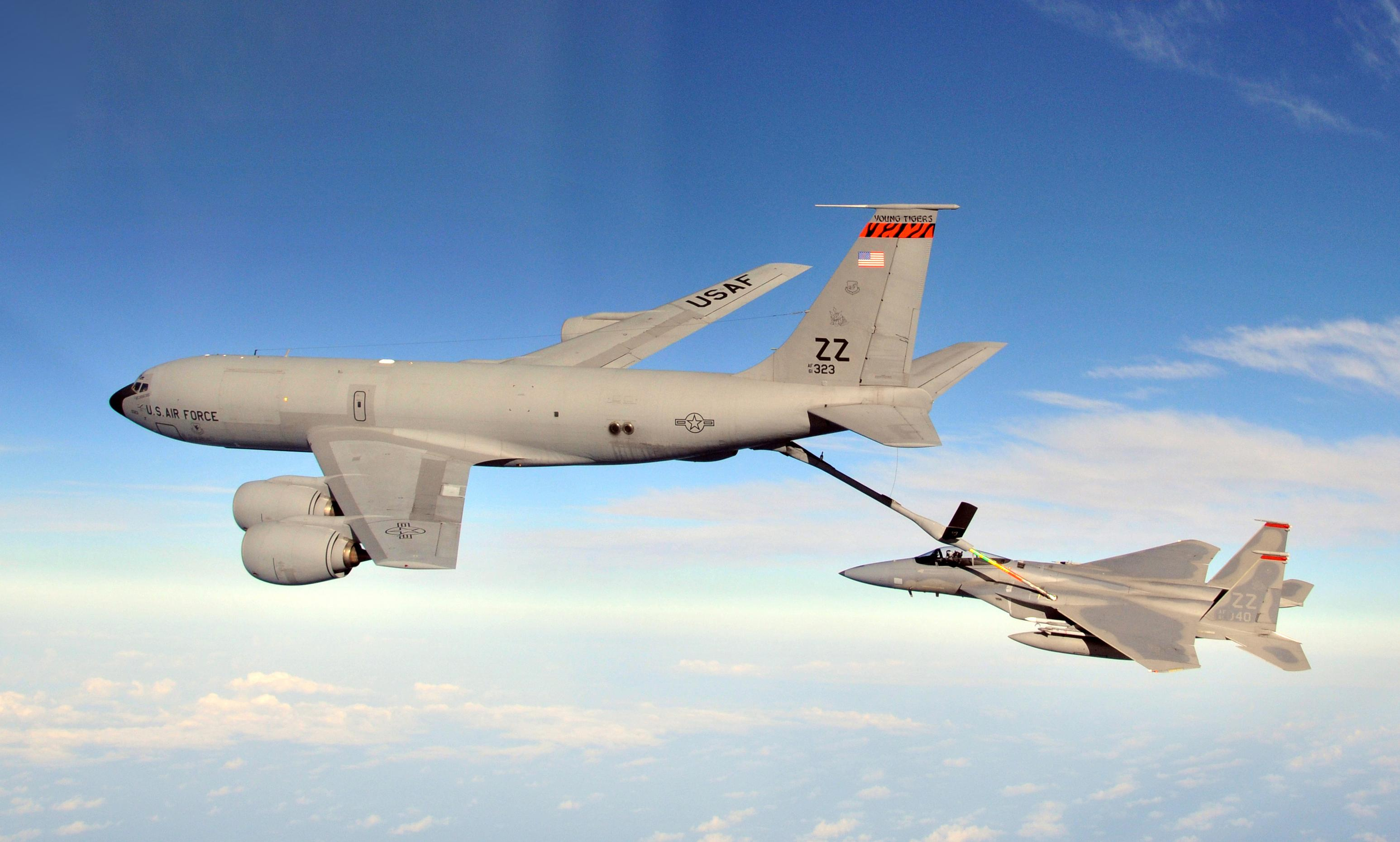
Un KC-135R reabasteciendo a un F-15 Eagle.

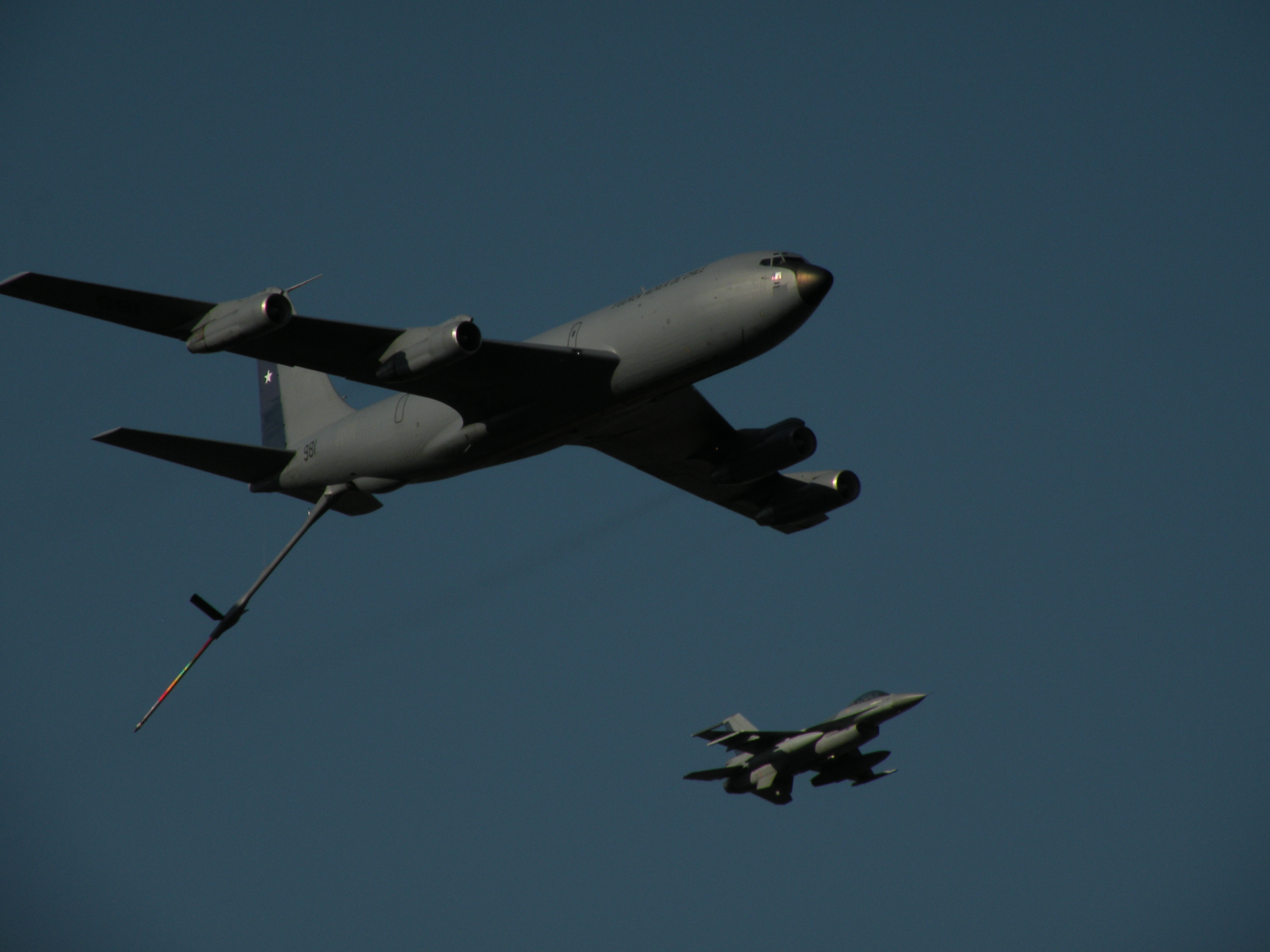
Un KC-135E, de la Fuerza Aérea de Chile, junto a un F-16.

KC-135A
Versión de producción original, propulsada por cuatro turborreactores Pratt & Whitney J57, 732 aviones fabricados. Se les dio los números de modelo de Boeing 717-100A, 717-146 y 717-148.
NKC-135A
KC-135A configurado para pruebas.
KC-135B
Versión de puesto de mando aerotransportado con motores turbofán, fabricados 17 aviones. Provisto con capacidad de reabastecimiento en vuelo y redesignado EC-135C.
KC-135D
Los cuatro RC-135A (Pacer Swan) fueron modificados a una configuración parcial KC-135A en 1979. Recibieron una designación distinta porque se diferenciaban del KC-135A en que fueron fabricados con una posición para ingenieros de vuelo en la cabina de vuelo. Las posiciones para el ingeniero de vuelo fueron retiradas cuando los aviones fueron modificados a KC-135, pero mantuvieron el mecanismo que mueve los flaps secundarios (de emergencia) eléctricos y un segundo equipo de aire acondicionado que era usado para refrigerar los sistemas de fotocartografía de a bordo de los RC-135A. Posteriormente recibieron motores Pratt & Whitney TF33 y una actualización de cabina a los estándares de la versión KC-135E en 1990.
KC-135E
KC-135A de la Guardia Nacional y de la Reserva de la Fuerza Aérea, remotorizados con motores Pratt & Whitney TF-33-PW-102 obtenidos de aviones de pasajeros Boeing 707 retirados, 161 aviones modificados. Fueron retirados a la Base de la Fuerza Aérea Davis-Monthan y reemplazados por modelos KC-135R.
NKC-135E
KC-135E configurado para pruebas.
KC-135Q
KC-135A modificado para portar el combustible JP-7 necesario para el SR-71 Blackbird, 56 aviones modificados, los supervivientes fueron reconvertidos en KC-135T.
KC-135R (años 60)
Cuatro JC/KC-135A convertidos a la configuración Rivet Stand (más tarde Rivet Quick) para reconocimiento y evaluación de pruebas nucleares sobre el suelo (55-3121, 59-1465, 59-1514, 58-0126; el 58-0126 fue reemplazado por el 59-1465 después que se accidentara en 1967). Estos aviones estaban propulsados por motores Pratt & Whitney J57 y estaban basados en Offutt AFB, Nebraska.
KC-135R
KC-135A y algunos KC-135E remotorizados con motores turbofán CFM56, al menos 361 convertidos.
KC-135R(RT)
KC-135R con capacidad para recibir repostajes, 8 aviones modificados con sistema receptor Boeing o LTV y radio de comunicación por satélite (SATCOM).
KC-135T
KC-135Q remotorizados con motores CFM-56, 54 aviones modificados.
EC-135Y
Un puesto de mando aerotransportado, modificando el avión número de serie 55-3125 en 1984 para la CINCCENT. A diferencia de su hermano EC-135N, era un avión cisterna que también podía repostar de otros aviones. Motores Pratt & Whitney TF-33-PW-102. Actualmente está retirado en el AMARG.

## Operadores
Chile

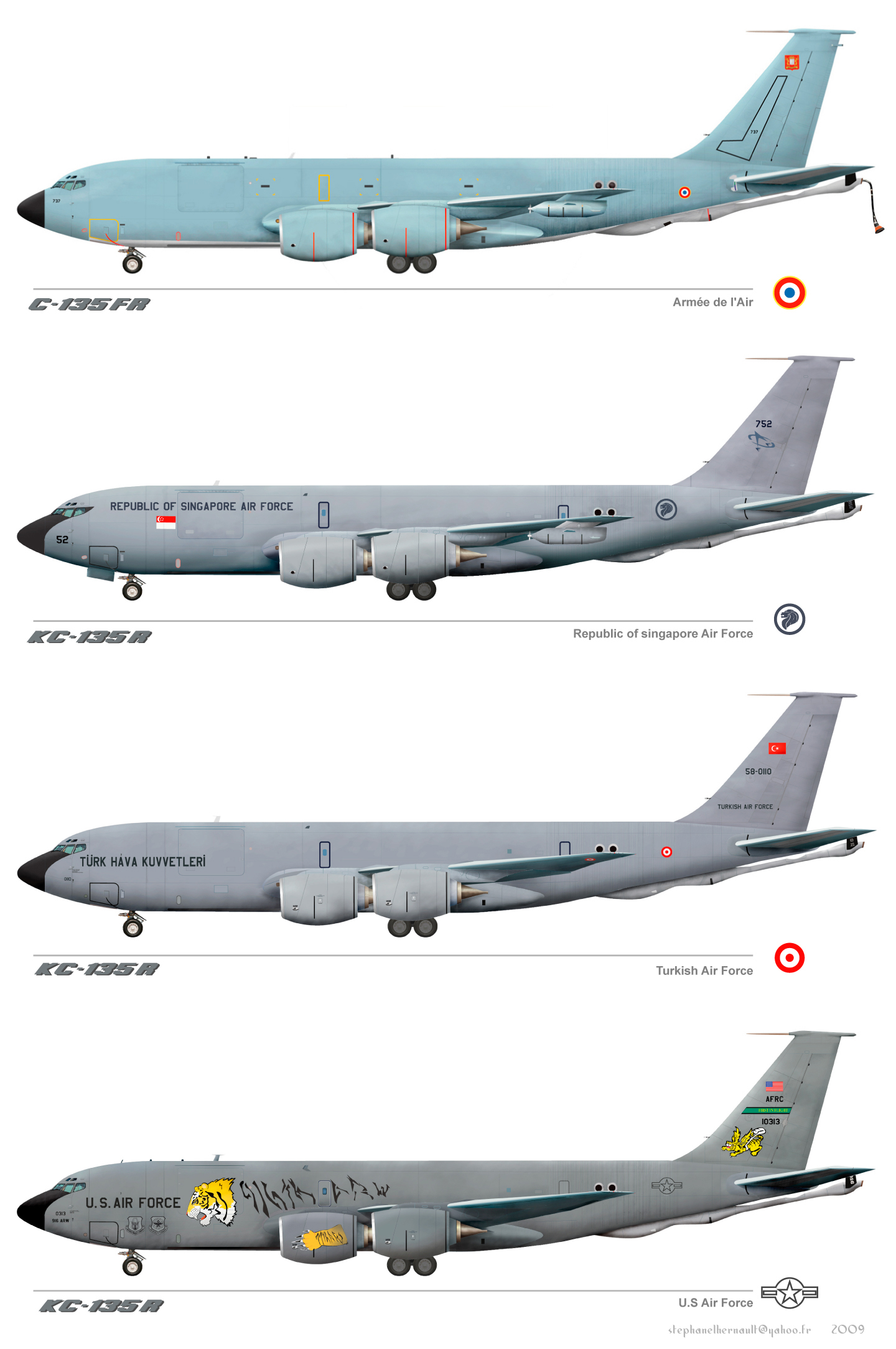
Colores de los KC-135 activos.

- Fuerza Aérea de Chile: 3 aviones KC-135E adquiridos en 2009.[12][13]

 Estados Unidos
- Fuerza Aérea de los Estados Unidos: ha operado con 505 aviones KC-135. En septiembre de 2007: 199 en servicio, 80 en la reserva, y 226 en la Guardia Aérea Nacional.[14]
- NASA
- Meta Aerospace: 4 unidades entregadas en octubre y noviembre de 2020 provenientes de la Fuerza Aérea de Singapur, que los dio de baja ese mismo año.[15]

 Francia
- Armée de l'air: 11 C-135FR y 3 KC-135.

 Turquía
- Fuerza Aérea Turca: 7 KC-135.

### Antiguos Operadores
Singapur
- Fuerza Aérea de la República de Singapur: 4 aviones que ocasionalmente eran utilizados como transporte VIP y evacuación médica. Fueron dados de baja en octubre de 2020 y vendidos a Meta Aerospace.[16]

## Especificaciones (KC-135R)
Referencia datos: USAF Fact Sheet

### Características generales
- Tripulación: 3 (piloto, copiloto y operador de pértiga) o 4 (en algunas misiones se requiere navegante)
- Capacidad: 37 pasajeros
- Carga: 37 600 kg
- Longitud: 41,5 m (136,3 ft)
- Envergadura: 39,9 m (130,8 ft)
- Altura: 12,7 m (41,7 ft)
- Superficie alar: 226 m² (2432,7 ft²)
- Peso vacío: 44 663 kg (98 437,3 lb)
- Peso cargado: 135 000 kg (297 540 lb)
- Peso útil: 90 700 kg (199 902,8 lb)
- Peso máximo al despegue: 146 000 kg (321 784 lb)
- Planta motriz: 4× turbofán CFM International CFM56 (F108-CF-100).
  - Empuje normal: 96,2 kN (9810 kgf; 21 627 lbf) de empuje cada uno.
- Capacidad de combustible máxima: 118 000 litros

### Rendimiento
- Velocidad máxima operativa (Vno): 933 km/h (580 MPH; 504 kt)
- Velocidad crucero (Vc): 897 km/h (557 MPH; 484 kt)
- Alcance: 2419 km (1306 nmi; 1503 mi) con 68 039 kg de combustible para trasferir
- Alcance en ferry: 17 766 km
- Techo de vuelo: 15 240
- Régimen de ascenso: 24,8 m/s (4882 ft/min)

## Aeronaves relacionadas

### Desarrollos relacionados
- Boeing 367-80
- C-135 Stratolifter
- C-137 Stratoliner
- Boeing 707

### Aeronaves similares
- Boeing KC-767
- KC-10 Extender
- Northrop Grumman KC-45
- Ilyushin Il-78
- Airbus A310 MRTT
- Airbus A330 MRTT

### Secuencias de designación
- Secuencia C-_ (Aviones de Carga del USAAC/USAAF/USAF, 1924-1962): ← C-132 - C-133 - C-134 - C-135/KC-135 - C-136 - C-137 - C-140 →